# Tour della nazionale maschile di rugby a 15 dell'Italia 2010
Nel giugno 2010 la nazionale italiana di rugby allenata da Nick Mallett intraprese un tour ufficiale in Sudafrica, seconda trasferta nel Paese d'origine del tecnico sudafricano dopo quella del 2008.
Nella terza settimana di giugno la Federazione Italiana Rugby organizzò una trasferta in Sudafrica con i programma due test match contro gli Springboks: il 19 giugno a Witbank e, sette giorni più tardi, il 26 giugno a East London.
Nel match d'esordio, gli Azzurri ottennero quello che venne considerato un buon risultato: dopo un primo tempo sofferto con tre mete subite, resistettero bene e ridussero il divario, contro una squadra appagata, che aveva comunque travolto sette giorni prima la Francia detentrice del Sei Nazioni 2010; il match terminò 13-29 per il Sudafrica.
Sette giorni dopo l'Italia tornò ai risultati abituali, con gli Springboks che realizzarono sette mete, surclassando gli Azzurri che ne marcarono soltanto una, nel secondo tempo, a partita già chiusa; l'incontro terminò 11-55 in favore dei sudafricani.

## Risultati
| Arbitro: | Keith Brown |

|                                            |      |                     |
| Habana 17’ Louw 31’ Steyn 39’ Kirchner 48’ | mt   | 63’ Parisse         |
| Steyn 18’, 39’, 49’                        | tr   | 63’ Bergamasco      |
| Steyn 14’                                  | c.p. | 12’, 68’ Bergamasco |

| Arbitro: | Andrew Small |

|                                                                                |      |                    |
| Steyn 11’, 30’ Spies 37’ du Plessis 51’ Habana 56’ v.d. Merwe 60’ BJ Botha 78’ | mt   | 65’ Sepe           |
| Steyn 11’, 31’, 37’, 51’, 58’, 60’ Pienaar 79’                                 | tr   |                    |
| Steyn 4’, 20’                                                                  | c.p. | 8’, 14’ Bergamasco |